# Правда на правду
«Правда на правду» — песня рок-группы «ДДТ», написанная Юрием Шевчуком в октябре 1993 года и посвящённая событиям октября 1993 года в Москве.

## О композиции
Узнав о происходящем в столице, Юрий Шевчук и Александр Бровко поехали ночью из Петербурга в Москву, к телецентру «Останкино»:
Это было на второй день после того, как всё началось. Туман, ни одной машины. Ранним утром подъехали к Москве — танки, блок-посты, вэвэшники. И совершенно пустой город. Рассвет, луна ещё торчит. Как на кладбище, только менты нетрезвые бродят. Все по пропускам, но нас пропускали везде, поскольку меня узнавали всё-таки. Мы проехали через весь город и прямо упёрлись в телецентр. Рядом в парке ещё кого-то ловят, достреливают. Мы зашли внутрь, посмотрели. Там убирали как раз всё после ночи. Я увидел - мне совсем тошно стало.
Песня написалась буквально за одну ночь. Шевчук исполнил её на церемонии вручения кинопремии «Ника»:
Думаю: наверняка там соберётся — ну, как это обычно бывает — весь бомонд, цвет, вся власть. Элита, как сейчас говорят... Хотя это слово, может, ко многим не подходит. И спою я её всем - свой взгляд (и взгляд очень многих) на произошедшие события. Гражданская война — это правда на правду, это абсурд. И то, что страну довели до гражданской войны неправильные действия и с той, и с другой стороны политической... и что занятие политикой и фанатизм... Очень часто люди ныряют в фанатизм, и человек, занимающийся политикой, искренне убеждённый в том, что его политическая идея спасёт Россию, всех нас грешных, и если именно он придёт к власти, он-то как раз и поднимет её с колен... И, когда он так убеждён в своей политической правоте, все оппоненты его становятся врагами, а c врагами нужно разбираться конкретно; у нас в России к этому привыкли, Россия — очень злая по-своему страна... И пролилась кровь.

Помню этих генералов, членов Правительства, юмористов, актёров, политических деятелей, крупнейших бандитов московских, их девушек общих, красивых... этих артистов попсовых. И все они как-то сидели в зале вместе... Спел я им эту песню... И никто из них, по-моему, ни х*** её не понял.
Присутствовавшие в зале Евгений Мочулов и Сергей Морозов впоследствии отмечали «некое оцепенение» в зале. По словам Шевчука, понаблюдав, как публика «стройными рядами двинулась на фуршеты», он покинул церемонию «оскорблённым и непонятым». После этого случая лидера ДДТ перестали приглашать на мероприятия подобного рода.
«Правда на правду» вошла в концертную программу 1994 года. Впервые выпущена на альбоме-сборнике Рождённый в СССР в 1997 году; Вадим Курылёв называет композицию центральной на альбоме и «формирующей его гражданственно-патриотическую линию». В том же году песня вошла в акустическую программу Ю. Шевчука Два концерта.